# (5015) Litke
(5015) Litke est un astéroïde de la ceinture principale.

## Description
(5015) Litke est un astéroïde de la ceinture principale. Il fut découvert le 1er novembre 1975 à Naoutchnyï par Tamara Smirnova. Il fut nommé en l'honneur de Friedrich von Lütke. Il présente une orbite caractérisée par un demi-grand axe de 2,18 UA, une excentricité de 0,12 et une inclinaison de 3,4° par rapport à l'écliptique.

## Compléments